# Spare Me the Details
Spare Me the Details è un singolo della band punk Offspring. È stato pubblicato sul loro settimo album, Splinter.
È stato pubblicato solamente in Nuova Zelanda ed in Australia, dove ha ottenuto un buon successo.
È stato incluso come traccia bonus per l'Australia nel Greatest Hits della band.

## Storia
La canzone spiega che il ragazzo è stato tradito dalla sua ragazza.
Nel ritornello viene spiegato che non vuole sapere i dettagli del tradimento, che preferisce rimanerne all'oscuro.
Verso la conclusione, invece, se ne dispiace, e alla fine si ritrova da solo nel letto, pensando a quel domani insieme che non ci sarà più:
(Spare Me the Details)

## Formazione
- Dexter Holland - voce e chitarra
- Noodles - chitarra
- Greg K - basso
- Josh Freese - batteria